# Eunice magnifica
Eunice magnifica är en ringmaskart som beskrevs av Grube 1866. Eunice magnifica ingår i släktet Eunice och familjen Eunicidae. Inga underarter finns listade i Catalogue of Life.